# Gorogobius
A Gorogobius a csontos halak (Osteichthyes) főosztályának a sugarasúszójú halak (Actinopterygii) osztályába, ezen belül a sügéralakúak (Perciformes) rendjébe, a gébfélék (Gobiidae) családjába és a Gobiinae alcsaládjába tartozó nem.

## Rendszerezés
A nembe az alábbi 2 faj tartozik:
- Gorogobius nigricinctus (Delais, 1951) - típusfaj
- Gorogobius stevcici Kovacic & Schliewen, 2008